# Того, Сигэнори
Сигэнори Того (яп. 東郷 茂徳 То:го: Сигэнори) — японский политик корейского происхождения времён Второй мировой войны. Того занимал должность министра колоний и, позднее, министра Великой Восточной Азии и министра иностранных дел. Приговорён Токийским трибуналом к двадцати годам тюремного заключения за военные преступления.

## Биография
Того родился 10 декабря 1882 года в корейской семье; он был потомком пленных, вывезенных японскими войсками во время Имджинской войны. При рождении его звали Пак Мудок. Однако через три года его отец взял себе японскую фамилию — Того. Имя его сына по-прежнему записывалось теми же иероглифами, но читались они по-японски: «Сигэнори».
С 1904 по 1907 год учился в Токийском императорском университете на литературном факультете. Он специализировался на немецкой литературе. В 1908 году он стал читать лекции в университете Мэйдзи.
С 1912 года устроился работать в Министерство иностранных дел. В июле 1916 года он посетил Петроград.
В 1920 году, после поражения Германской империи в Первой мировой войне, Того принял участие в переговорах по составлению Версальского мирного договора. Тогда же он встретил Эдиту де Лаланде — вдову известного в Японии немецкого архитектора Георга де Лаланде, и в 1921 году они поженились.
Сигэнори Того принимал участие в установлении дипломатических отношений с СССР в 1925 году.
Позднее, в 1939 году Того смог предугадать заключение Пакта о ненападении между Германией и СССР, о чем 18 августа уведомил своё начальство.
В 1941 году был назначен министром колоний и, таким, образом, стал самым высокопоставленным корейцем в Японской империи. Он крайне скептически отнёсся к идее войны на Тихом океане, так как считал, что у Японии не хватит сил и ресурсов для победы. На протяжении войны Того выступал за скорейшее её окончание, чем вызвал недовольство у радикально настроенных военных.
В 1945 году, после атомных бомбардировок Хиросимы и Нагасаки, Японская империя приняла решение о капитуляции. Поздней ночью с 14 на 15 августа 1945 года Того встретился с Корэтикой Анами — одним из своих главных политических оппонентов. Последний принёс Того свои извинения и они расстались в дружеской атмосфере. На следующий день император Сёва объявил о капитуляции. Вскоре после этого Того был отправлен в отставку.
Во время оккупации Японии Того был арестован и предстал перед судом. Он был приговорён к двадцати годам тюрьмы. Того умер от острого холецистита в заключении в 1950 году.